# Цветоройки
Hopliini — триба пластинчатоусых жуков из подсемейства Хрущи.

## Описание
Жуки преимущественно маленького или среднего размера, длиной 5—15 мм. Тело продолговатое, сверху довольно уплощённое. Верх тела часто покрыт блестящими чешуйками, иногда полностью скрывающими основную окраску тела.
Основная окраска тела чёрная, буро-красная или жёлто-бурая, но большею частью скрытая густыми чешуйками различных цветов — зелёными, жёлтыми, буроватыми, голубыми, чёрными, коричневыми, часто с металлическим или перламутровым блеском, иногда чешуйки разных цветов образуют пестрый рисунок из пятен, перевязей, полос, Тело преимущественно, кроме чешуек, покрыто волосками, порой очень короткими, иногда же довольно длинными.
Надкрылья не прикрывают пигидий и вершину пропигидия. Снизу тело выпуклое. Передние углы наличника заострены и выдаются вперёд.

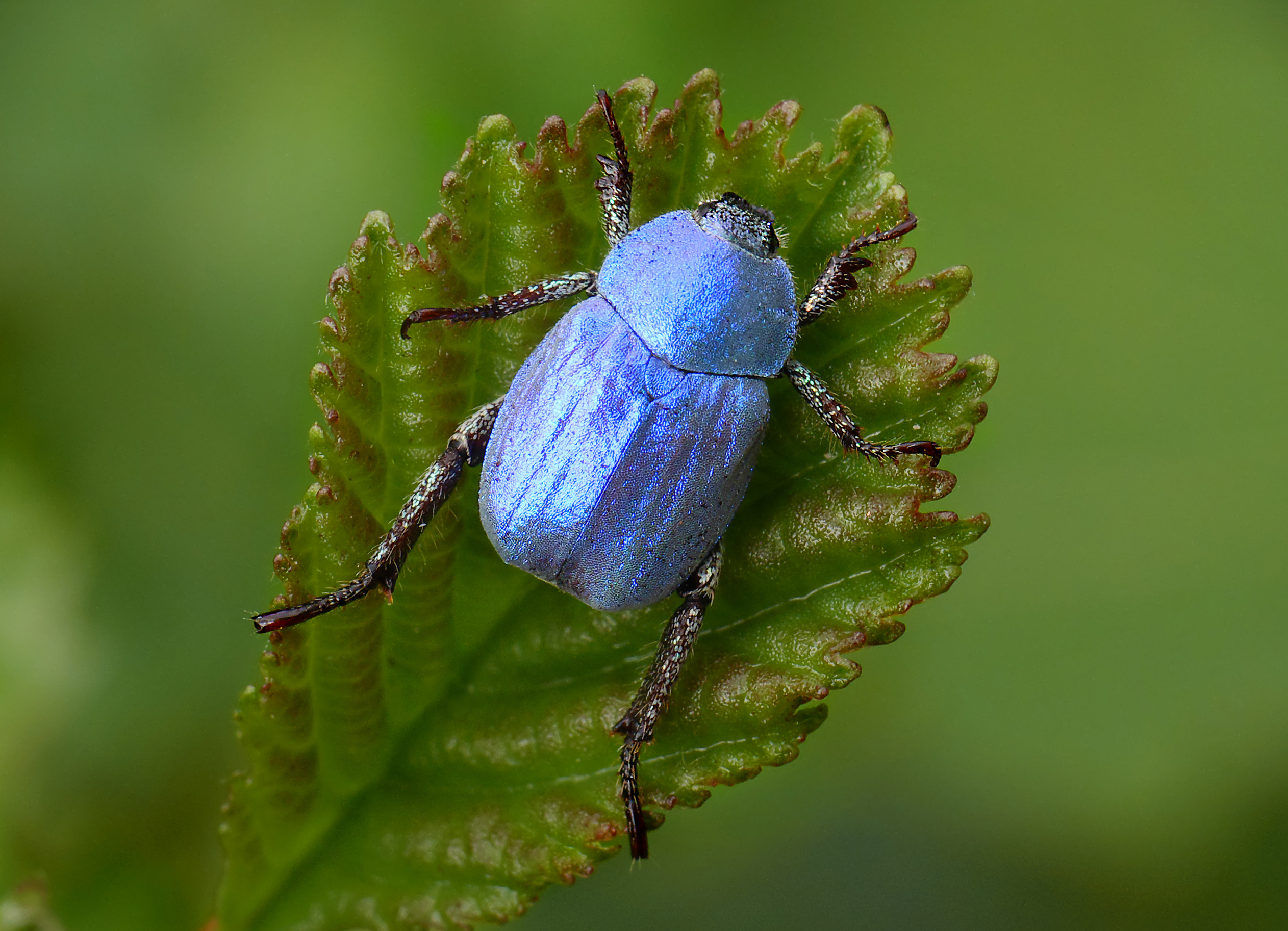
Hoplia coerulea

Усики 10—9-члениковые с 3-члениковой булавой. Ротовые органы скрыты под наличником. Задние лапки с 1 коготком. На передних и средних лапках коготки неравной длин. У всех палеарктическнх видов средние и задние голени на вершинах не несут шпор.
Половой диморфизм выражен слабо.

## Биология
Жуки питаются зелёными частями растений; личинки развиваются в почве, питаются корнями растений.

## Размножение
Яйца откладываются в почву. Личинки обитают в почве, питаясь мелкими корешками растений, и после одной перезимовки окукливаются. Жуки после выхода из куколок живут не более месяца. Генерация у всех российских видов одногодичная, а зимовка всегда происходит в фазе личинки.

## Ареал
Широко распространенная группа, достигающая наибольшего разнообразия в Африканской области. Насчитывает до 800 видов. В фауне бывшего СССР представлено 2 рода. В Палеарктике 4 рода и 197 видов.

## Систематика
Некоторые исследователи рассматривают Hopliini как отдельное подсемейство Цветоройки (Hopliinae)
- Род Ectinohoplia
- Род Hopliatypus
- Род Himalhoplia
- Род Spinohoplia